# Nedeljko Čabrinović
Nedeljko Čabrinović (cirill írással Недељко Чабриновић) (Szarajevó, 1895. február 2. – Theresienstadt, 1916. január 20.) boszniai szerb merénylő. Az első világháborút formálisan kirobbantó, Ferenc Ferdinánd elleni szarajevói merénylet egyik elkövetője.

## Gyermekkora
Nedeljko Čabrinović Szarajevóban született 1895-ben, apja első házasságából legidősebb gyermekként. Öt testvére volt. Apja vendéglőt üzemeltetett Szarajevó külvárosában. Apja erőszakos, durva ember volt, ezért tizennégy éves korában elköltözött hazulról. Lakatosként, bádogosként, majd később nyomdai munkásként, szedőként dolgozott. Az 1912-es nyomdászsztrájkban való részvétel miatt kiutasították 5 évre Szarajevó területéről, ezért előbb Triesztbe, majd Zágrábba, végül Belgrádba költözött. Politikai nézeteit gyakran és könnyen megváltoztatta, először szocialista, majd anarchista, végül nacionalista nézeteket vett fel. Belépett a Mlada Bosna nevű boszniai szerb terrorista csoportba, melynek tagjai Boszniának Szerbiához való csatolásáért küzdöttek.
Ifjúkorát lényegileg határozta meg az állandó nélkülözés, amely elősegítette radikálissá válását. Ehhez hozzájárult az is, hogy életkörülményei miatt elkapta a tuberkulózist.

## A szarajevói merénylet

### A merénylet előkészületei

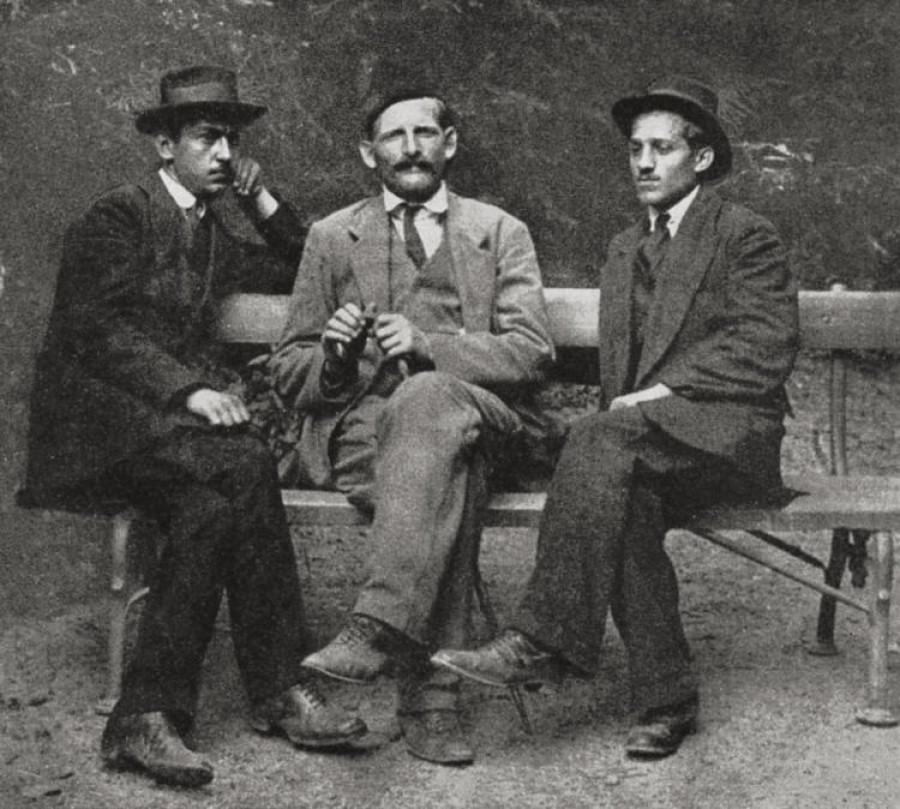
Röviddel a merénylet előtt

Az Ifjú Bosznia (szerbül Mlada Bosna) mozgalom egy magánkapcsolatokra épülő, különböző célok által vezérelt, elégedetlen fiatalokból álló szervezet volt. Sem anarchisták, sem szocialisták nem voltak, a jövőről alkotott elképzelésük sem volt egységes. A szervezetet erős irodalmi tevékenység jellemezte. Közülük Ivo Andrić tett szert komolyabb írói ismertségre. Felfogásuk szerint a „szerb forradalmár művész és összeesküvő, mártír és bujtogató, nyugati modorú ember s ugyanakkor betyár is kell legyen, aki üvölt és harcol a szerencsétlenekért és elnyomottakért”. Ennek szellemében 1910 és 1914 között hét alkalommal kíséreltek meg merényletet elkövetni az Osztrák–Magyar Monarchia délszláv régiójában a kormányzat és a Habsburg-család ellen. Ehhez a mozgalomhoz tartoztak Ferenc Ferdinánd trónörökös későbbi merénylői is, így többek között Nedeljko Čabrinović.
A Fekete Kéz a szerb nacionalisták fegyveres szervezete volt. Néhány civilen kívül olyan katonatisztekből állt, akik részt vettek 1903-ban I. Sándor szerb király meggyilkolásában. A szervezet élén Dragutin Dimitrijević ezredes állt, aki Apis fedőnéven a szerb hadsereg vezérkarának hírszerző egységét vezette. A Fekete Kéz beépült különböző egyesületekbe, nacionalista klubokba és különösen az 1908-ban alapított Narodna Odbranába, amelynek tagjai többségében civilek voltak. Danilo llić publicista állt a legszorosabb kapcsolatban a fegyveres szervezettel. Ő volt az Ifjú Bosznia és a Fekete Kéz összekötője. Ilić származását tekintve boszniai szerb volt és Szarajevóban élt. Megélhetését banki alkalmazotti, valamint iskolai tanári állása biztosította. Ő volt a Fekete Kéz helyi vezetője.
1913-ban Užicében találkozott Popović ezredessel, a Fekete Kéz egyik tagjával, aki elküldte őt a szerb katonai hírszerzés vezetőjéhez, Dragutin Dimitrijevićhez. Nem sokkal később Vojislav Tankosić, akinek a gerillák kiképzése volt a feladata, szerb irrendenta megbeszélést tartott a franciaországi Toulouse-ban. A találkozón részt vett egy elszegényedett boszniai muszlim nemesi családból származó 27 éves férfi, Muhamed Mehmedbašić is, aki fel akarta éleszteni a boszniai forradalmi szellemet és újabb terrorcselekményeket tervezett elkövetni. Ezen az 1914 januári találkozón megvitatták a lehetséges célpontokat. Mivel a fegyverek beszerzése sok ideig tartott, ezért az eredeti tervet, miszerint a kormányzót ölik meg elvetették, s helyette Habsburg–Lotaringiai Ferenc Ferdinánd osztrák–magyar trónörököst szemelték ki. Nedeljko Čabrinović 1914. húsvétja után csatlakozott a csoporthoz, a gimnazista Gavrilo Princip, az iskolakerülő Trifko Grabež társaságában.

### Szerepe a merényletben
A résztvevők a merénylet napján, 1914. június 28-án 8 óra 15-kor találkoztak egy kávéházban, majd 9 órakor egy 500 méteres útszakaszon kettesével leálltak az utca folyó felőli oldalán, a konvojt várva. Tervüket nagyban segítette, hogy a trónörökös látogatása ellenére biztonsági intézkedésekre, katonai sorfal által történő biztosításra nem került sor. Úgy tűnt, hogy a merénylet mégis elmarad. A gépkocsik feltűnésekor a Mostar Café kertjével szemben álló Mehmedbačić passzív maradt, mivel megzavarta egy csendőr jelenléte, és a cél eltalálásában sem volt biztos. Más verzió szerint viszont ekkor már eldugta a bombáját egy bokorba és Montenegró irányába menekült. Čabrilović a főherceg és a hitvese iránti sajnálatból nem volt képes elkövetni a merényletet. Popovićot rövidlátása és ijedtsége akadályozta meg. Princip elszalasztotta a legkedvezőbb alkalmat, Grabež pedig a főherceg hitvesére és a tömegre való tekintettel nem használta fel a rendelkezésére álló bombát.
10 óra 10 perckor Nedjelko Čabrinović megkérdezte a közelben tartózkodó rendőrtől, hogy melyik a trónörököst szállító gépkocsi. A választ követően egy kibiztosított Kragujevac-kézigránátot hajított az említett jármű felé. A sofőr ekkor (állítólag) gázt adott, és így a kézigránát a hátrahajtott tetővászonra esett, majd arról lepattanva az oszlop negyedik gépkocsija alatt robbant fel, ahol 30 cm széles, 170 mm mély kráter keletkezett. Néhány repesz eltalálta a trónörököst szállító járművet is, de komolyabb sérülés nem történt, a benne utazó személyek pedig sértetlenek maradtak. Čabrinović a folyóba ugorva próbált menekülni, azonban elfogták. A méreg, amivel végezni akart magával, csak meghánytatta. A robbanás következtében a negyedik autó utasai, valamint a nézőseregből is néhányan megsebesültek, maga az autó pedig használhatatlanná vált. Nedeljko Čabrinović szerepétől függetlenül a merénylet később sikeres lett, így a főhercegi pár sérüléseibe rövid időn belül belehalt.

## Pere és halála

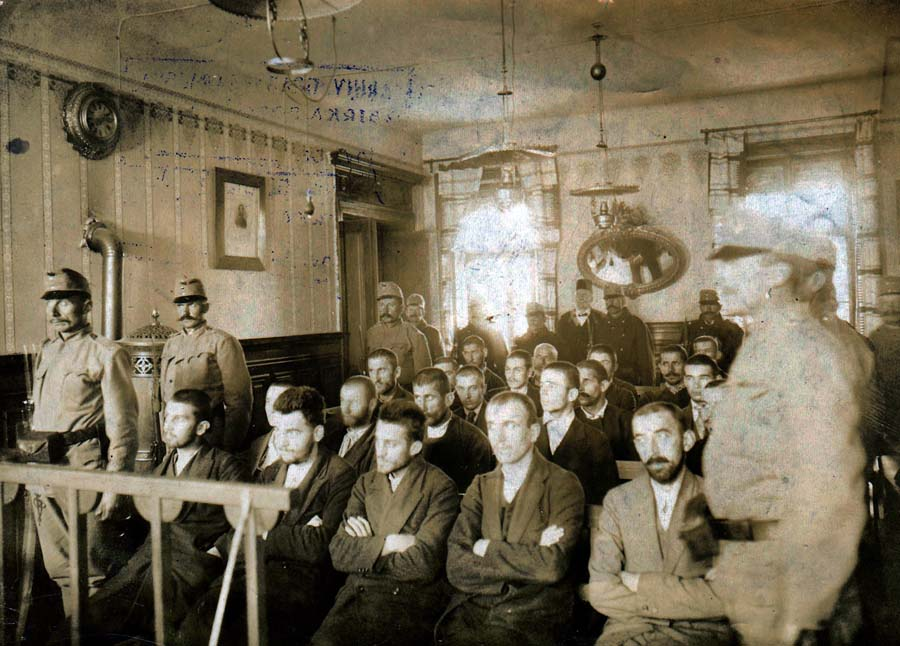
A szarajevói perben készült fénykép a vádlottakról

A főherceg meggyilkolását követően a tetteseket hamarosan elfogták. Principet, Ilić-et és Čabrinović-ot a szarajevói Phillipović-kaszárnyában található katonai börtönbe vitték. Az előzetes vizsgálat 1914. szeptember 19-én fejeződött be, és 25 fő ellen emeltek vádat. Principet kivéve mindenki bűnösnek vallotta magát.
A merénylők pere 1914. október 12. és 23. között zajlott a szarajevói katonai bíróságon, az ítélethirdetésre október 28-án került sor. A bíró Luigi von Curinaldi volt. Princip kijelentette, hogy tettét a szerbek elnyomása motiválta. A felnőtt vádlottak úgy nyilatkoztak, hogy hajlandóak voltak részt venni az összeesküvésben. Veljko Čubrilović kijelentette a bírónak: „Princip rám nézett, és határozottan azt mondta: Ha tudni akarod, merényletet fogunk végrehajtani a trónörökös ellen, amit titokban kell tartani. Ha elárulod, a családod és te el fogtok pusztulni”. A kihallgatáson részletesen elmagyarázta, hogy miért érezte magát kényszerítve, hogy Princippel és Grabež-zsal együttműködjön. Čubrilović attól félt, hogy a Princip mögött álló forradalmi szervezet képes lesz a merényletekre, és hogy elpusztul a háza, valamint meggyilkolják a családját. Arra a kérdésre, hogy nem félt-e a törvény által kiszabható büntetéstől, a következőt felelte: „Én jobban féltem a terrortól, mint a törvénytől”.
Annak érdekében, hogy cáfolják a vádat, a 20 év alatti belgrádi merénylők magukat hibáztatták és az előzetes tanúvallomástól eltérően vallottak a tárgyaláson. Princip azt vallotta, hogy ő jugoszláv nacionalista, és hisz abban, hogy az összes délszláv nemzet egyesülni fog valamilyen formában, Ausztriától függetlenül. Ezután megkérdezték tőle, hogy milyen formában kívánja ezt véghezvinni, úgy nyilatkozott: a terror révén. Čabrinović azt vallotta, hogy a politikai nézetei miatt akarta meggyilkolni a trónörököst. A bíróság nem hitt neki, mert Szerbiát feddhetetlennek írta le. A bíróság szerint a Narodna Odbrana és a Szerb Királyság katonai körei is támogatták a merénylőket.
Čabrinović a tárgyaláson kifejezte a sajnálatát a gyilkosságot illetően. Ennek hatására, valamint mivel a merénylet elkövetésekor 20 évesnél fiatalabb volt, a kiszabható legsúlyoabb büntetést, 20 év börtönt kapott.
A meggyilkolt főhercegi pár három árva gyereke közül kettő, Sophie és Max írásban megbocsájtott neki, de ezt a levelet a harmadik gyermek Ernst nem volt hajlandó aláírni.

### Börtönévei és halála
Letartóztatása után családját letartóztatták, anyja börtönben halt meg, apját pedig Bosanska Krajinaba internálták, ahol nem sokkal később újra megnősült. Nedeljko Čabrinović börtönbüntetését a theresienstadti, a mai terezíni börtönben töltötte, s itt halt meg tuberkulózis (TBC) következtében 1916. január 20-án. Titokban temették el, majd két évvel később Gavrilo Principet is mellé temették. Három évvel később, 1921-ben Szarajevóban temették el a Mlada Bosna szervezet többi tagja mellé.

## Fordítás
- Ez a szócikk részben vagy egészben  a   Nedeljko Čabrinović című angol Wikipédia-szócikk fordításán alapul.  Az eredeti cikk szerkesztőit annak laptörténete sorolja fel. Ez a jelzés csupán a megfogalmazás eredetét és a szerzői jogokat jelzi, nem szolgál a cikkben szereplő információk forrásmegjelöléseként.